# Barisal
Barisal  és una ciutat de Bangladesh, capital de la divisió de Barisal, a la costa de la badia de Bengala al delta del Ganges a la riba del Kirtankhola. L'àrea municipal és de 16.37 km². La població és de 195.955 habitants (2007) que eren 19.878 el 1901. Fou capital de districte després del 1801 quan fou traslladada des de Bakarganj. El 1876 fou declarada municipi; la nova municipalitat fou establert el 1957 i el 2002 va esdevenir corporació municipal.